# Trigonospila vittigera
Trigonospila vittigera är en tvåvingeart som först beskrevs av Daniel William Coquillett 1898.  Trigonospila vittigera ingår i släktet Trigonospila och familjen parasitflugor. Inga underarter finns listade i Catalogue of Life.